# Pristaulacus pacificus
Pristaulacus pacificus är en stekelart som först beskrevs av Cresson 1879.  Pristaulacus pacificus ingår i släktet Pristaulacus och familjen vedlarvsteklar. Inga underarter finns listade i Catalogue of Life.